# 2023-as támadás a Belgorodi terület ellen
2023. május 22-én az orosz hatóságok közölték, hogy egy fegyveres ukrán szabotázs- és felderítőcsoport lépte át az orosz-ukrán határt a Belgorodi területnél. Állítólag két, az Irpiny-nyilatkozathoz hű orosz ellenzéki partizáncsoport – a Szabadságot Oroszországnak légió és az Orosz Önkéntes Alakulat – megtámadta a Grajvoroni járásban lévő célpontokat azzal a céllal, hogy Belgorodban egy demilitarizált övezetet hozzanak létre, hogy megvédjék Ukrajnát az orosz támadásoktól. Az Orosz Szabadság Légiója azt állítja, hogy a csoportok a járás számos határ menti városát elfoglaltak, és a harcok jelenleg is zajlanak. Válaszul Gladkov kormányzó "terrorizmusellenes" műveletet rendelt el a térségben a behatolás és a partizántevékenység leküzdésére. Ha igazak a jelentések, ez a legnagyobb ilyen jellegű betörés az ukrajnai orosz invázió kezdete óta.

## Háttér
2023. nyár elején ukrán ellentámadás készülődött az orosz-ukrán háborúban. Ukrán részről célszerűnek látszott az orosz csapatok egy részének lekötése határvédelem miatt.
2023 februárjának elején a Brjanszki területi hatóságok azt állították, hogy megerősítik az ukrajnai határt. Alekszandr Bogomaz, a Brjanszki terület kormányzója Telegram-csatornáján közzétette a „határvédő csoport parancsnokaival” folytatott találkozóról készült fotókat, és kijelentette, hogy „a védőszerkezetek és az erődök építésén végzett munkát nagyra értékelte az Orosz Fegyveres Erők parancsnoksága”.

## Támadás

Az első rajtaütés helyszíne térképen

2023. május 22-én az orosz Telegram-csatornákon olyan felvételek jelentek meg, amelyek egy látszólagos katonai behatolást mutattak be a Belgorodi terület Grajvoroni járásának határellenőrző pontjára. Később aznap a terület kormányzója, Vjacseszlav Gladkov Telegramon keresztül bejelentette, hogy „ukrán katonai szabotázs- és felderítőcsoport” lépett be a járásba és mondta, hogy az orosz erők „megteszik a szükséges lépéseket az ellenség felszámolására”. Azt állította, hogy robbanások és dróntámadások vannak a térség közösségei ellen. A jelentések szerint Grajvoron önkormányzatának helyettes vezetője és két sürgősségi dolgozó megsebesült a városházát megrongáló támadásban. 
A Szabadságot Oroszországnak légió és az Orosz Önkéntes Hadtest vállalta a felelősséget a behatolásért, és bejelentette, hogy a két szervezet együtt „felszabadította” Kozinka, Gora-Podol, Glotovo falvakat, és előretolt egységei elérték a helyi járás fővárosát, Grajvoront. Az orosz háborúpárti Telegram csatornák eltérő beszámolót adtak arról, hogy Kozinkában harcok dúlnak, de a falut nem sikerült elfoglalni. Ezenkívül az Orosz Önkéntes Hadtest harcosai fotókat tettek ki tagjaikról a települések útjelző táblái elé. (Brjanszk), Bezljudovka (Belgorod) és Csubkovicsi (Brjanszk).
Később, május 22-én Gladkov bejelentette, hogy „terrorellenes műveletet” vezetnek be Belgorodi területen, amelynek értelmében az állampolgároknak személyazonosságukat igazoló dokumentumokat kell bemutatniuk, és a veszélyes anyagokat használó iparágakat felfüggesztik, egyéb korlátozások mellett.
Ukrán források elkezdtek terjeszteni egy fényképet, amelyen három katona látható az úgynevezett „Belgorodi Népköztársaságot” kikiáltó bevonulásban, és a kezükben a feltételezett köztársaság zászlaját tartják. Az ukrán közösségi médiában folytatódtak az erről a feltételezett entitásról szóló viccek, a 2014-es donbászi eseményekről szóló szatíra, amely az oroszbarát donyecki és luhanszki népköztársaság kikiáltásához vezetett.
Közben a járásbeli településeket tüzérség lőtte, drónok és rakéták miatt 4 polgári személy meghalt.
Június 4-én újabb támadást hajtottak végre a Sebekinói járásbeli Novaja Tavolzsanka falunál.  A támadásban lengyel önkéntesek Halálfejes Légiója is részt vett.

## Reakciók

### Ukrajna
Andrij Jusov, az Ukrán Katonai Hírszerző Ügynökség (HUR) szóvivője szerint május 22-én az Orosz Önkéntes Hadtest és az Oroszországi Szabadság Légió hadműveletet indított a "területek felszabadítására" és egy biztonsági folyosó létrehozására az ukrán civilek védelmére. Ezenkívül a csapásmérő erőt állítólag kizárólag orosz állampolgárok alkotják. Mihajlo Podoljak ukrán elnök vezető helyettese azt mondta, hogy Ukrajna érdeklődéssel figyeli a helyzetet, de nem vesz részt ebben a konfliktusban. Podoljak kijelentette, hogy "a tankokat bármely orosz katonai boltban árulják", és a harcosok orosz állampolgárok, akik illegális gerillacsoportokhoz tartoznak.

### Oroszország
Dmitrij Peszkov, a Kreml szóvivője a támadást Ukrajna kísérletének nevezte, „hogy elterelje a figyelmet Bahmut irányáról, és minimalizálja Bahmut elvesztésének politikai hatását az ukrán fél számára”. Azt is elmondta, hogy Vlagyimir Putyin orosz elnököt értesítették az esetről.

## Fordítás
Ez a szócikk részben vagy egészben  a(z)   2023 Belgorod Oblast attack című angol Wikipédia-szócikk ezen változatának fordításán alapul.  Az eredeti cikk szerkesztőit annak laptörténete sorolja fel. Ez a jelzés csupán a megfogalmazás eredetét és a szerzői jogokat jelzi, nem szolgál a cikkben szereplő információk forrásmegjelöléseként.

## Külső hivatkozások
- Belgorodi támadás: valójában senki nem örül – Magyar Nemzet, 2023. május 24.
- Nagy pusztítást végeztek az oroszországi területeket támadó egységek – Szabad Európa.hu, 2023. június 11.